# Пелагеча, Дарья Ильинична
Дарья Ильинична Пелагеча (1886, Радомысльский уезд, Киевская губерния — 12 июня 1966, Иванковский район, Киевская область) — звеньевая колхоза имени Сталина Чернобыльского района Киевской области, Герой Социалистического Труда (26.02.1958).

## Биография
Родилась в 1884 году.
С 1931 г. работала в колхозе.
После войны — звеньевая колхоза имени Сталина Чернобыльского района Киевской области. Её звено конно-ручного труда выращивало картофель и лён.
Применяла технологию, обеспечивавшую высокую урожайность:
Картофель сажали после клевера (предшественник). При появлении всходов поле бороновали и подкармливали минеральными удобрениями (суперфосфатом, калийной солью, аммиачной селитрой) из расчета 3 ц на 1 га и одновременно разбрасывали мелкий навоз. По достижении стеблями высоты 5—6 см почву в междурядьях рыхлили, и затем ещё раз, когда стебли достигли высоты 35—40 см. В течение вегетации картофель окучивали 3 раза конными окучниками. Междурядья содержали чистыми от сорняков. Уборку начинали в конце августа и старались проводить в сухую погоду.
В 1952 году её звено на площади 6 га получило урожайность картофеля 607 ц/га. В 1953 г. — 432 ц с 1 га, льноволокна с каждого из 6 га — 6,25 ц и льносемян 5,1 ц. В 1957 г. — по 400 центнеров картофеля и 10 ц льна-волокна с гектара.
Указом от 26.02.1958 за особые заслуги в развитии сельского хозяйства и достижение высоких показателей по производству продуктов сельского хозяйства и внедрение в производство достижений науки и передового опыта присвоено звание Героя Социалистического Труда с вручением ордена Ленина и золотой медали «Серп и Молот».
С 1962 г. на пенсии.

## Память
Ей посвящено стихотворение Павло Тычины «До знатной ланковой» (1958).